# Cupid's Span

Cupid's Span est une sculpture géante représentant l'arc de cupidon et sa flèche enterré partiellement la pointe vers le bas.
D'une hauteur de 18,3  m (60 pieds) l'œuvre est située dans le parc Rincon à San Francisco dans le prolongement de l'Embarcadero.
Créée par les sculpteurs Claes Oldenburg et Coosje Van Bruggen, elle a été installée le 21 et 22 novembre 2002.
- Commanditaire : D & DF Foundation
- Fabricant : William Kreysler and Associates
- Ingénieur : Juri Komendant
- Responsables du projet : William Kreysler et Serge Labesque
- Matériaux : Acier inoxydable, structure en acier au carbone, de la fibre; plastique renforcé, moulé époxy, mousse de polychlorure de vinyle; peint en polyester avec couche de gel